# Szólád, Somogy
Szólád  este un sat în districtul Siófok, județul Somogy, Ungaria, având o populație de 526 de locuitori (2011). 

## Demografie
Componența etnică a satului Szólád
     Maghiari (97,83%)
     Germani (1,3%)
     Necunoscut (0,87%)
     Alții (0,87%)
Componența confesională a satului Szólád
     Romano-catolici (44,3%)
     Reformați (28,14%)
     Fără religie (3,61%)
     Luterani (3,04%)
     Necunoscută (20,34%)
     Atei (0,57%)
Conform recensământului din 2011, satul Szólád avea 526 de locuitori. Din punct de vedere etnic, majoritatea locuitorilor (97,83%) erau maghiari, cu o minoritate de germani (1,3%). Apartenența etnică nu este cunoscută în cazul a 0,87% din locuitori. Nu există o religie majoritară, locuitorii fiind romano-catolici (44,3%), reformați (28,14%), persoane fără religie (3,61%) și luterani (3,04%). Pentru 20,34% din locuitori nu este cunoscută apartenența confesională.